# The Comeback (Fernsehserie)/Episodenliste
Diese Episodenliste enthält alle Episoden der US-amerikanischen Comedyserie The Comeback, sortiert nach der US-amerikanischen Erstausstrahlung. Die Fernsehserie umfasst insgesamt zwei Staffeln mit 21 Episoden.

## Übersicht
| Staffel | Episodenanzahl | Erstausstrahlung USA | Erstausstrahlung USA | Deutschsprachige Erstausstrahlung | Deutschsprachige Erstausstrahlung |
| Staffel | Episodenanzahl | Staffelpremiere      | Staffelfinale        | Staffelpremiere                   | Staffelfinale                     |
| ------- | -------------- | -------------------- | -------------------- | --------------------------------- | --------------------------------- |
| 1       | 13             | 5. Juni 2005         | 4. September 2005    | 24. Juni 2015                     | 29. Juli 2015                     |
| 2       | 8              | 9. November 2014     | 28. Dezember 2014    | 5. August 2015                    | 26. August 2015                   |

## Staffel 1
Die Erstausstrahlung der ersten Staffel war vom 5. Juni bis zum 4. September 2005 auf dem US-amerikanischen Pay-TV-Sender HBO zu sehen. Die deutschsprachige Erstausstrahlung sendete der Pay-TV-Sender Sky Atlantic HD zwischen dem 26. Juni und dem 29. Juli 2015 in Doppel- beziehungsweise Dreifachfolgen.
| Nr. (ges.) | Nr. (St.) | Deutscher Titel                      | Originaltitel                        | Erstausstrahlung USA | Deutschsprachige Erstausstrahlung (D) | Regie                | Drehbuch                            |
| ---------- | --------- | ------------------------------------ | ------------------------------------ | -------------------- | ------------------------------------- | -------------------- | ----------------------------------- |
| 1          | 1         | Valerie ist Tante Sassy              | The Comeback                         | 5. Juni 2005         | 26. Juni 2015                         | Michael Patrick King | Lisa Kudrow & Michael Patrick King  |
| 2          | 2         | Valerie erobert New York             | Valerie Triumphs at the Upfronts     | 12. Juni 2005        | 24. Juni 2015                         | Michael Patrick King | Lisa Kudrow & Michael Patrick King  |
| 3          | 3         | Valerie schenkt allen was            | Valerie Bonds with the Cast          | 19. Juni 2005        | 1. Juli 2015                          | Michael Lehmann      | Michael Patrick King                |
| 4          | 4         | Valerie und der Welpenwitz           | Valerie Stands Up for Aunt Sassy     | 26. Juni 2005        | 1. Juli 2015                          | Michael Lehmann      | John Riggi                          |
| 5          | 5         | Valerie macht’s nicht vor der Kamera | Valerie Demands Dignity              | 10. Juli 2005        | 8. Juli 2015                          | Greg Mottola         | Linda Wallem                        |
| 6          | 6         | Valerie und das Quotentief           | Valerie Saves the Show               | 17. Juli 2005        | 8. Juli 2015                          | Greg Mottola         | Michael Schur                       |
| 7          | 7         | Valerie im Mittelpunkt               | Valerie Gets a Special Episode       | 24. Juli 2005        | 15. Juli 2015                         | Michael Lehmann      | John Riggi                          |
| 8          | 8         | Valerie ist nicht eingeladen         | Valerie Relaxes in Palm Springs      | 31. Juli 2005        | 15. Juli 2015                         | Michael Lehmann      | Linda Wallem & Michael Patrick King |
| 9          | 9         | Valerie probt den Aufstand           | Valerie Hangs With the Cool Kids     | 7. Aug. 2005         | 22. Juli 2015                         | J. Clark Mathis      | Michael Schur                       |
| 10         | 10        | Valerie auf dem Cover                | Valerie Gets a Magazine Cover        | 15. Aug. 2005        | 22. Juli 2015                         | David Steinberg      | Amy B. Harris                       |
| 11         | 11        | Valerie und der rote Teppich         | Valerie Stands Out on the Red Carpet | 21. Aug. 2005        | 29. Juli 2015                         | Michael Patrick King | Michael Patrick King                |
| 12         | 12        | Valerie macht den Cupcake            | Valerie Shines Under Stress          | 28. Aug. 2005        | 29. Juli 2015                         | David Steinberg      | Heather Morgan                      |
| 13         | 13        | Valerie ist zum Kotzen               | Valerie Does Another Classic Leno    | 4. Sep. 2005         | 29. Juli 2015                         | Michael Patrick King | Michael Patrick King                |

## Staffel 2
Die Erstausstrahlung der zweiten Staffel erfolgte vom 9. November bis zum 28. Dezember 2014 auf dem US-amerikanischen Pay-TV-Sender HBO. Die deutschsprachige Erstausstrahlung fand zwischen dem 5. und dem 26. August 2015 in Doppelfolgen auf Sky Atlantic HD statt.
| Nr. (ges.) | Nr. (St.) | Deutscher Titel               | Originaltitel                       | Erstausstrahlung USA | Deutschsprachige Erstausstrahlung (—) | Regie                | Drehbuch                           |
| ---------- | --------- | ----------------------------- | ----------------------------------- | -------------------- | ------------------------------------- | -------------------- | ---------------------------------- |
| 14         | 1         | Valerie ist Mallory Church    | Valerie Makes a Pilot               | 9. Nov. 2014         | 5. Aug. 2015                          | Michael Patrick King | Michael Patrick King & Lisa Kudrow |
| 15         | 2         | The Comeback (TBA)            | Valerie Tries to Get Yesterday Back | 16. Nov. 2014        | 5. Aug. 2015                          | Michael Patrick King | Michael Patrick King & Lisa Kudrow |
| 16         | 3         | Valerie geht auf die Knie     | Valerie Is Brought to Her Knees     | 23. Nov. 2014        | 12. Aug. 2015                         | John Riggi           | Amy B. Harris                      |
| 17         | 4         | Valerie hat eine harte Nacht  | Valerie Saves the Show              | 30. Nov. 2014        | 12. Aug. 2015                         | John Riggi           | Amy B. Harris & John Riggi         |
| 18         | 5         | Valerie ist mutig             | Valerie Is Taken Seriously          | 7. Dez. 2014         | 19. Aug. 2015                         | John Riggi           | John Riggi                         |
| 19         | 6         | Valerie im Kofferraum         | Valerie Cooks in the Desert         | 14. Dez. 2014        | 19. Aug. 2015                         | Clark Mathis         | Michael Patrick King & Lisa Kudrow |
| 20         | 7         | Varelie trägt ein Mikro       | Valerie Faces the Critics           | 21. Dez. 2014        | 26. Aug. 2015                         | Michael Patrick King | Michael Patrick King & Lisa Kudrow |
| 21         | 8         | Valerie und der große Triumph | Valerie Gets What She Really Wants  | 28. Dez. 2014        | 26. Aug. 2015                         | Michael Patrick King | Michael Patrick King & Lisa Kudrow |